# Idioma sabeo

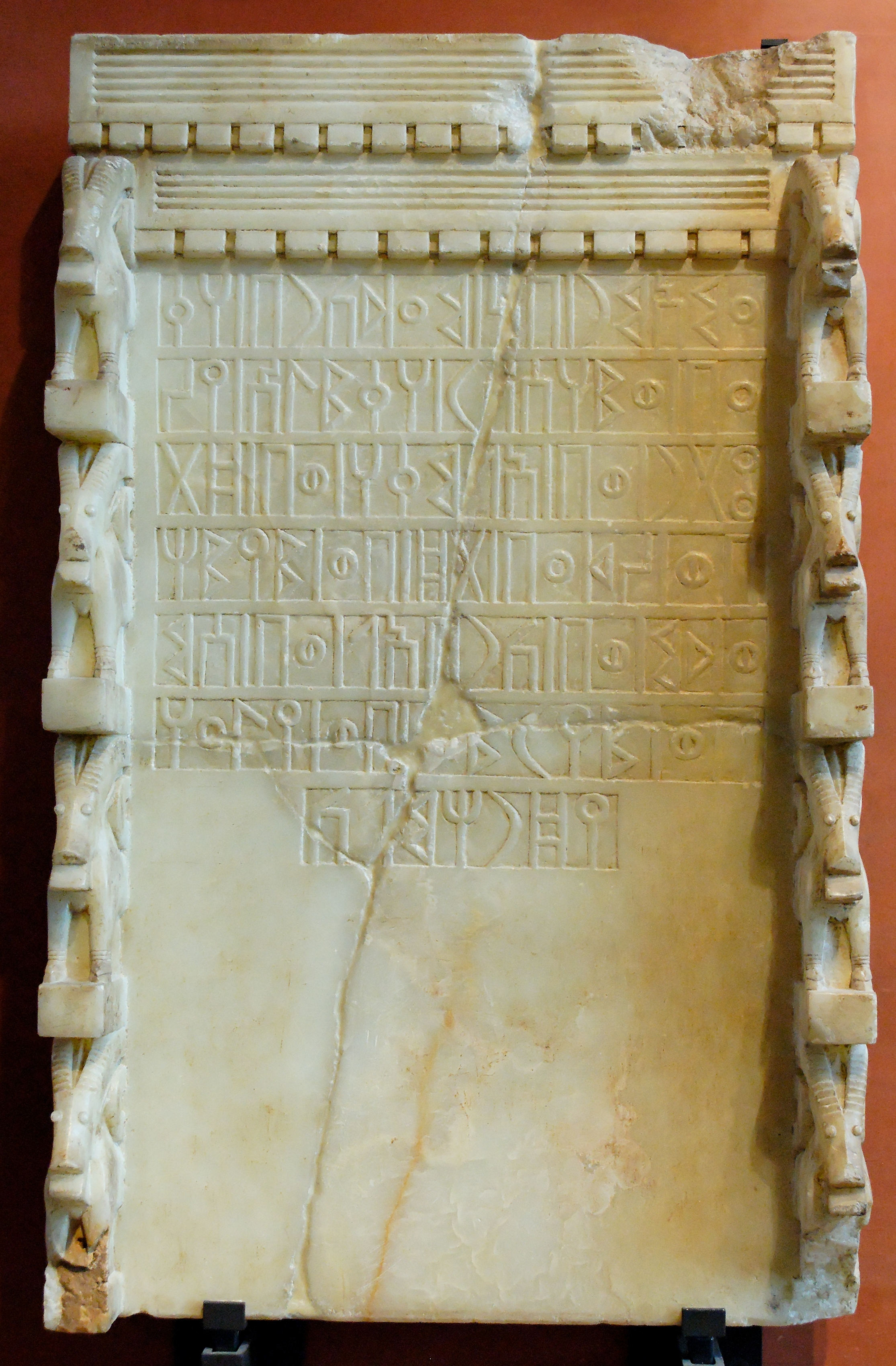
Estela votiva con inscripciones sabeas dirigidas al dios lunar Almaqah. Área de Ma'rib, Yemen, c. 700 a. C.

El idioma sabeo (sabáico), también conocido como himyarita (de manera incorrecta pues no fue esta la lengua original de ese pueblo), era un lengua semítica del grupo llamado antiguo arábigo meridional, hablado en Yemen desde el 1000 a. C. aproximadamente, hasta el siglo VI d. C. por los sabeos. También fue usado como lengua escrita por algunos otros pueblos (sha'bs) del antiguo Yemen, entre los que había hashiditas, sirwahitas, humlanitas, ghaymanitas, himyaritas, radmanitas, etc. Se escribía usando el abecedario árabe meridional.
Este alfabeto, que se usó también en Eritrea, Etiopía y Yemen a partir del siglo VIII a. C.. (en los tres lugares) evolucionó más tarde en el alfabeto ge'ez. El idioma ge'ez, sin embargo, no se considera ya, como se hacía antes, un descendiente del sabeo o del antiguo arábigo meridional, y existen evidencias lingüísticas de lenguas semíticas en uso y habladas en Eritrea y Etiopía desde al menos el 2000 a. C.
La historia de la lengua se puede dividir en tres etapas: arcaica, media (desde el siglo I a. C.) y posterior (desde el siglo IV d. C.), etapa esta en la que tuvo una fuerte influencia del arameo y el griego por la penetración del cristianismo en la región. Su desaparición se produjo tras la rápida expansión de la religión islámica que llevó con ella la variedad árabe del norte o mudari, que empezó siendo la lengua culta y escrita y terminó por sustituir totalmente al sabeo.